# Sanguisorba vestita
Sanguisorba vestita är en rosväxtart som först beskrevs av Auguste Nicolas Pomel, och fick sitt nu gällande namn av Nordb.. Sanguisorba vestita ingår i släktet storpimpineller, och familjen rosväxter. Inga underarter finns listade i Catalogue of Life.